# Ronnie Cairns
Ronald Cairns (4 tháng 4 năm 1934 – tháng 8 năm 2016) là một cầu thủ bóng đá người Anh thi đấu ở vị trí tiền đạo tầm xa.

## Sự nghiệp
Sinh ra ở Chopwell, Cairns thi đấu cho Consett, Blackburn Rovers, Rochdale, Southport và Wigan Athletic. Ông thi đấu cho Rochdale tại Chung kết Football League Cup 1962.